# Pleasureville (Kentucky)
Pleasureville es una ciudad ubicada en el condado de Henry en el estado estadounidense de Kentucky. En el Censo de 2010 tenía una población de 834 habitantes y una densidad poblacional de 688,05 personas por km².

## Geografía
Pleasureville se encuentra ubicada en las coordenadas 38°21′6″N 85°6′40″O / 38.35167, -85.11111. Según la Oficina del Censo de los Estados Unidos, Pleasureville tiene una superficie total de 1.21 km², de la cual 1.21 km² corresponden a tierra firme y (0.43%) 0.01 km² es agua.

## Demografía
Según el censo de 2010, había 834 personas residiendo en Pleasureville. La densidad de población era de 688,05 hab./km². De los 834 habitantes, Pleasureville estaba compuesto por el 94.72% blancos, el 1.44% eran afroamericanos, el 0.12% eran amerindios, el 0% eran asiáticos, el 0% eran isleños del Pacífico, el 1.56% eran de otras razas y el 2.16% pertenecían a dos o más razas. Del total de la población el 5.04% eran hispanos o latinos de cualquier raza.